# HLSL
HLSL (High Level Shading Language), é uma linguagem de programação de alto nível utilizada na criação de shaders (como por exemplo o Vertex shader), que são utilizados no pipeline gráfico da GPU semelhante ao GLSL, sua sintaxe é baseada na linguagem C. O HLSL foi criado pela Microsoft juntamente com o DirectX 9.0 para que fosse possível programar o Pipeline gráfico.

## Shaders
Cada estágio de processamento pela GPU no contexto do DirectX é chamado de Shader Stage, em cada Shader Stage é processado uma rotina escrita justamente nessa linguagem que tem uma finalidade específica. Com o atual Pipeline gráfico do DirectX temos os seguintes estágios:
| Estágio               | Opcional | Programável |
| --------------------- | -------- | ----------- |
| Vertex Shader Stage   |          | ✓           |
| Hull Shader Stage     | ✓        | ✓           |
| Tessellator Stage     | ✓        |             |
| Domain Shader Stage   | ✓        | ✓           |
| Geometry Shader Stage | ✓        | ✓           |
| Stream Output Stage   | ✓        |             |
| Rasterizer Stage      | ✓        |             |
| Pixel Shader Stage    |          | ✓           |
| Output Merger Stage   | ✓        |             |